# Šaratice
Šaratice är en ort i Tjeckien.   Den ligger i regionen Södra Mähren, i den sydöstra delen av landet, 200 km sydost om huvudstaden Prag. Šaratice ligger 198 meter över havet och antalet invånare är 889.
Terrängen runt Šaratice är huvudsakligen platt. Šaratice ligger nere i en dal.Runt Šaratice är det ganska tätbefolkat, med 90 invånare per kvadratkilometer. Närmaste större samhälle är Brno, 16,6 km nordväst om Šaratice. Trakten runt Šaratice består till största delen av jordbruksmark.